# TV-kort
Den här artikeln handlar om datortillbehöret och ska inte förväxlas med programkort som ansluts i en CA-modul eller digital TV-mottagare.

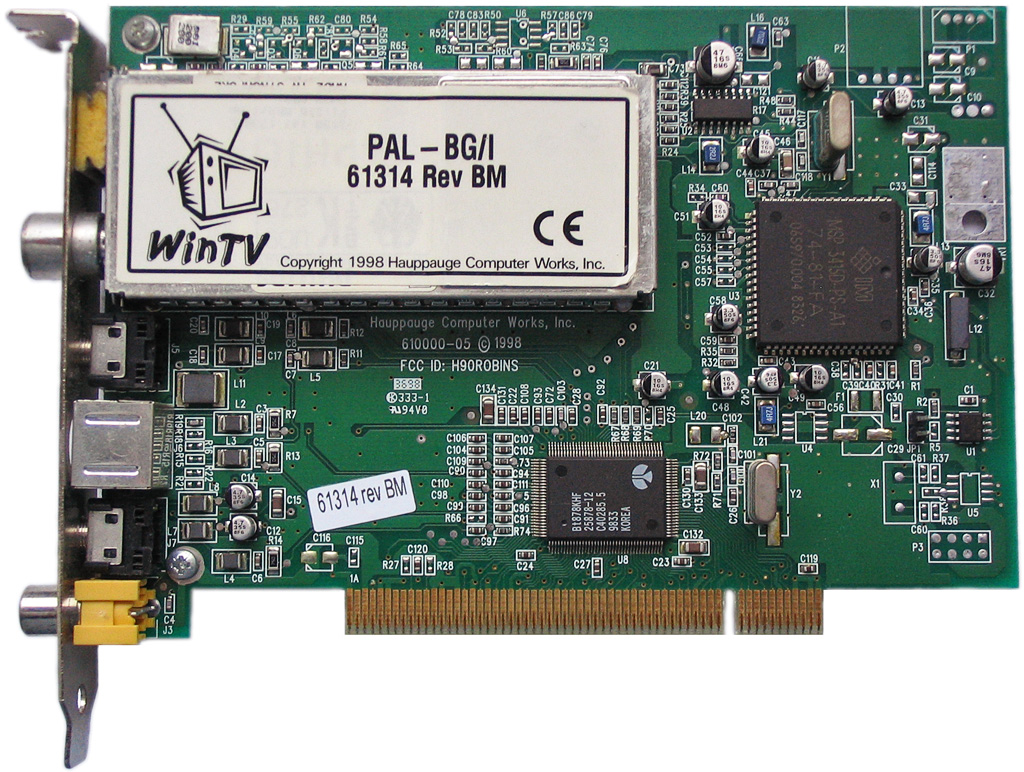
Ett TV-kort.

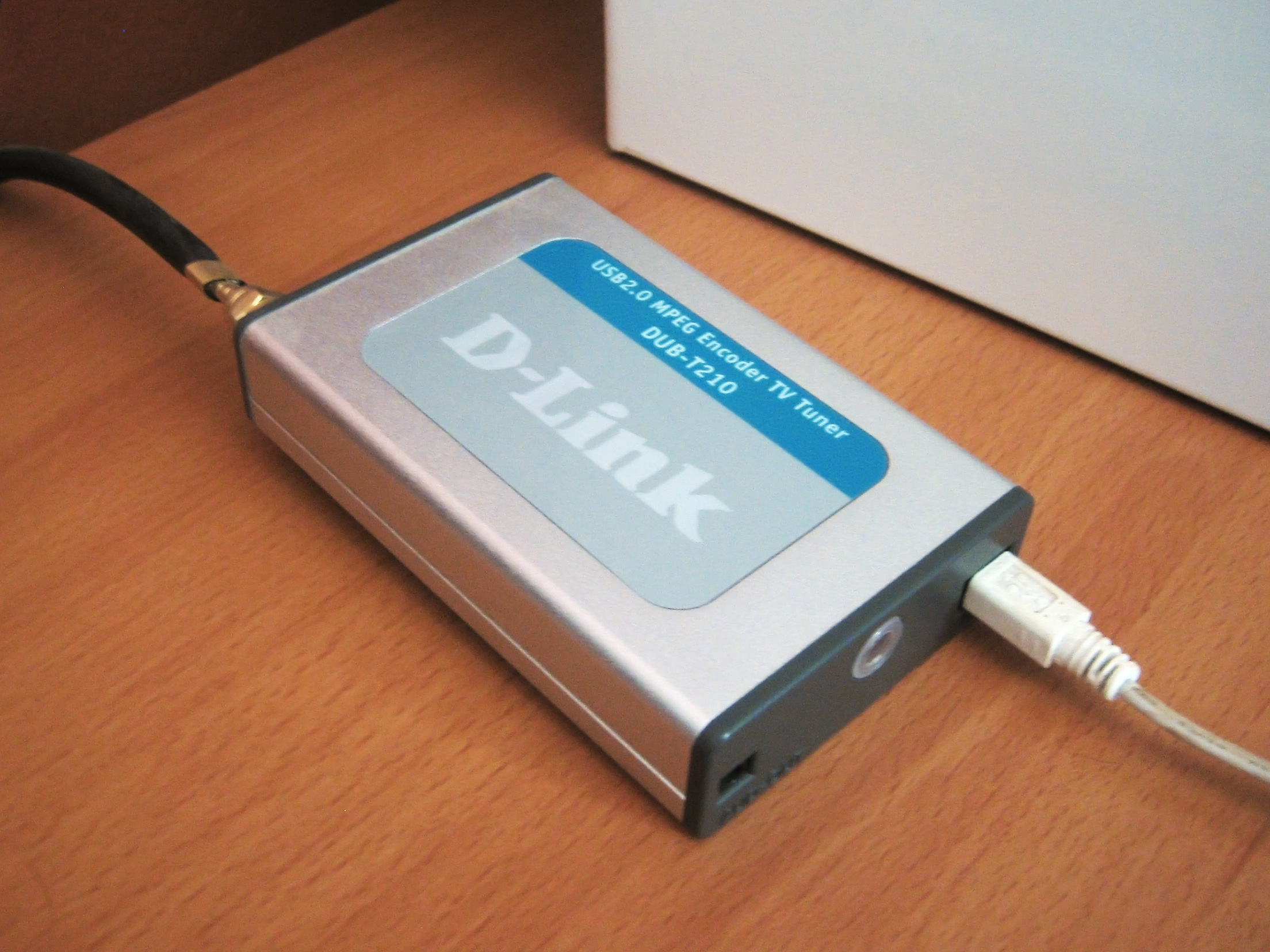
Extern TV tuner (D-Link DUB-T210) med USB-anslutning.

TV-kort är ett datortillbehör som innehåller en TV-mottagare och gör det möjligt att använda persondatorn som TV utan att ansluta den till en TV. De tidiga modellerna bestod av ett instickskort som installerades i datorn, men det finns även externa, kortlösa modeller.

## Användning
TV-kort kan användas för att kunna titta på TV som sänds via marksändare, satellit, eller kabel-TV med en persondator. Ett TV-kort i datorn kan även möjliggöra fjärrstyrning och inspelning av TV-sändningar.
I takt med att fler har tillgång till tillräckligt snabb internetuppkoppling och många TV-kanaler sänds via internet (IPTV etc), har behovet av TV-kort minskat.

## Teknik
TV-kort kopplas in internt eller externt och består av ett instickskort eller en Ethernet-, Firewire-, eller USB-ansluten fristående enhet som innehåller en TV-mottagare.
Under 2000-talet är det vanligt med TV-mottagare som ansluts till någon av datorns USB-anslutningar. Modernare TV-kort har stöd för digital TV såsom DVB-T, DVB-S, DVB-C osv. För att kunna se betal-TV-kanaler kan det även krävas en CA-modul och programkort.